# Volo Air Algerie 6289
Il volo Air Algérie 6289 è stato un volo operato da Air Algérie tra le città di Tamanrasset e Algeri. Il 6 marzo 2003 il Boeing 737 che operava il volo si schiantò nei pressi della Strada trans-africana 2 poco dopo il decollo da Tamanrasset, provocando la morte di 102 delle 103 persone a bordo. È stato il più grave incidente aereo avvenuto in Algeria fino all'incidente dell'Ilyushin Il-76 dell'Aeronautica militare algerina del 2018, nonché l'incidente con più vittime della compagnia aerea fino al Volo Air Algérie 5017, nel quale sono decedute 116 persone.

## Aereo ed equipaggio
L'aereo era un Boeing 737-2T4 prodotto nel 1982 che al momento dell'incidente aveva accumulato 41 472 ore di volo e 27 184 cicli. I motori erano due Pratt & Whitney JT8D-17A: il motore numero 1 era stato installato sull'aereo nel 2002 e al momento dell'incidente aveva accumulato 30 586 ore di volo, il motore numero 2 era stato installato nel 2001 e aveva accumulato 22 884 ore di volo. L'ultima revisione generale del motore sinistro era avvenuta il 10 febbraio 1999, mentre l'ultima ispezione della "sezione calda", durante la quale vengono controllate anche le condizioni delle turbine, risale al 25 luglio 2002; dopo questa data, il motore è stato in funzione per 485 ore e 355 cicli.
L'equipaggio era composto da 2 piloti e 4 assistenti di volo. Il comandante Boualem Benaouicha, di 48 anni, aveva accumulato 10 760 ore di volo, di cui 1 087 da comandante di Boeing 737-200. Il primo ufficiale Fatima Yousfi, di 44 anni, aveva accumulato 5 219 ore di volo, di cui 1 292 su Boeing 737-200. Il primo ufficiale era stato designato pilot flying.

## L'incidente
Il volo 6289 prevedeva uno scalo intermedio a Ghardaïa.
L'equipaggio richiese l'autorizzazione ad avviare i motori alle 15:01 ora locale e alle 15:08 il controllo del traffico aereo autorizzò il volo 6289 a rullare fino alla pista 02. La V1 era di 144 kt, la VR di 146 kt e la V2 di 150 kt con spinta massima dei motori.
Il volo 6289 iniziò la corsa di decollo alle 15:13 locali e 5 secondi dopo la rotazione si udì un suono simile a una esplosione. In seguito, l'aereo si inclinò verso sinistra e il primo ufficiale virò immediatamente verso destra per compensare la deviazione. L'aereo continuò la sua salita con il carrello esteso raggiungendo la quota massima di 400 piedi (120 m), e poi perse rapidamente quota in assetto cabrato, fino allo schianto avvenuto alle 15:15 nel sedime aeroportuale. L'impatto causò una importante perdita di carburante che causò un significativo incendio, e il velivolo oltrepassò la recinzione perimetrale dell'aeroporto.
L'unico sopravvissuto, pur con gravi ferite e un coma di alcuni giorni, fu un soldato algerino seduto nell'ultima fila con la cintura di sicurezza slacciata che, secondo la propria testimonianza, aveva prestato poca attenzione durante le indicazioni di decollo, e fu sbalzato fuori dall'aereo al momento dell'impatto.

## Le indagini
Le indagini sono state condotte da una commissione del Ministero dei trasporti algerino con l'ausilio del Bureau d'Enquêtes et d'Analyses pour la sécurité de l'aviation civile, del National Transportation Safety Board, della Federal Aviation Administration e di Pratt & Whitney Canada.
Alcune ispezioni della pista hanno rilevato la presenza di detriti provenienti da uno dei motori dell'aereo e dalle analisi dei motori gli investigatori hanno scoperto che il motore 1 ruotava a basse velocità. Testimoni oculari hanno riferito di avere udito un suono simile a quello di un'esplosione proveniente dall'aereo e subito dopo di averlo visto sbandare a sinistra per poi ritornare sulla propria rotta. Un'analisi più approfondita del motore sinistro ha rivelato che le palette statoriche della turbina di alta pressione sono state gravemente danneggiate, in particolare una sezione di palette nella parte inferiore del motore era mancante coerentemente ai detriti ritrovati lungo la pista. Le analisi sulle palette statoriche della turbina di alta pressione hanno rilevato la presenza di cricche.
Gli investigatori hanno concluso che l'evento sia stato causato dalla rottura di una o più di queste palette durante il decollo dovuta all'usura del materiale. Il danneggiamento di queste palette ha impedito una corretta diminuzione di temperatura al passaggio dell'aria nella turbina di alta pressione e l'alta temperatura ha causato il danneggiamento della turbina di bassa pressione, che è risultato nella diminuzione del numero di giri del motore e nella conseguente perdita di spinta.
Secondo quanto contenuto nelle registrazioni del Cockpit Voice Recorder il primo ufficiale Yousfi aveva eseguito da sola la preparazione del volo perché il comandante Benaouicha, che era in ritardo, arrivò mentre il primo ufficiale stava eseguendo il briefing all'equipaggio di cabina. Durante il rullaggio il comandante ha discusso con il responsabile di cabina, che si trovava nella cabina di pilotaggio, violando la regola dello Sterile Cockpit, che prevede il silenzio durante le fasi critiche del volo. Dall'ascolto del CVR gli investigatori hanno determinato che l'equipaggio non ha svolto un briefing su possibili anomalie durante il decollo, come richiesto dalle procedure di Air Algérie.
Circa 5 secondi dopo la rotazione il primo ufficiale richiese di ritrarre il carrello. Un secondo dopo si è sentito un rumore compatibile con il cedimento del motore. Il comandante ha preso il controllo dei comandi di volo usando una fraseologia non standard e dopo avere richiesto più volte al primo ufficiale di cedergli i comandi, il primo ufficiale chiese al comandante l'autorizzazione a retrarre il carrello e a contattare la torre di controllo, senza ricevere risposta. 16 secondi dopo il cedimento del motore, alle 15:15:06, si è attivato per un secondo lo stick shaker, seguito da un'altra attivazione di mezzo secondo 1 secondo dopo. Alle 15:15:10 viene registrato il messaggio "Don't sink" del Ground Proximity Warning System e da quel momento lo stick shaker rimarrà attivo continuamente. L'ultima registrazione del CVR risale alle 15:15:15, quando viene registrato un secondo "Don't sink". Al momento dell'interruzione delle registrazioni, avvenuta poco prima dello schianto a causa della perdita di potenza elettrica, l'aereo si trovava a 335 ft, la sua velocità era di 126 nodi e il carrello era esteso.
Secondo le procedure di Air Algérie, la salita iniziale con un solo motore deve essere eseguita con il carrello retratto e mantenendo la velocità pari alla V2 fino a una quota di sicurezza. Dal momento che il comandante era diventato pilot flying, sarebbe spettato a lui il compito di richiedere l'autorizzazione a retrarre il carrello, con il primo ufficiale che avrebbe dovuto monitorare le prestazioni dell'aeromobile.
Nel report conclusivo dell'indagine vengono identificate le seguenti cause:
- la perdita del motore durante la fase di decollo
- la mancata retrazione del carrello
- il comandante che assume il controllo dell'aeromobile prima di avere identificato il problema

I seguenti fattori sono stati identificati come potenziali concause:
- la preparazione del volo non era sufficiente, quindi l'equipaggio non era preparato ad affrontare l'emergenza
- la coincidenza tra il cedimento nel motore e la richiesta di retrarre il carrello
- la velocità dell'evento che ha concesso ai piloti poco tempo per rispondere alla situazione
- il mantenimento di un rateo di salita eccessivo considerando la perdita di un motore
- l'assenza di lavoro di squadra che ha portato a non monitorare i parametri di volo
- il peso al decollo prossimo al peso massimo al decollo in condizioni Hot and High
- l'ambiente roccioso intorno all'aeroporto non idoneo per un atterraggio di emergenza